# Caslon

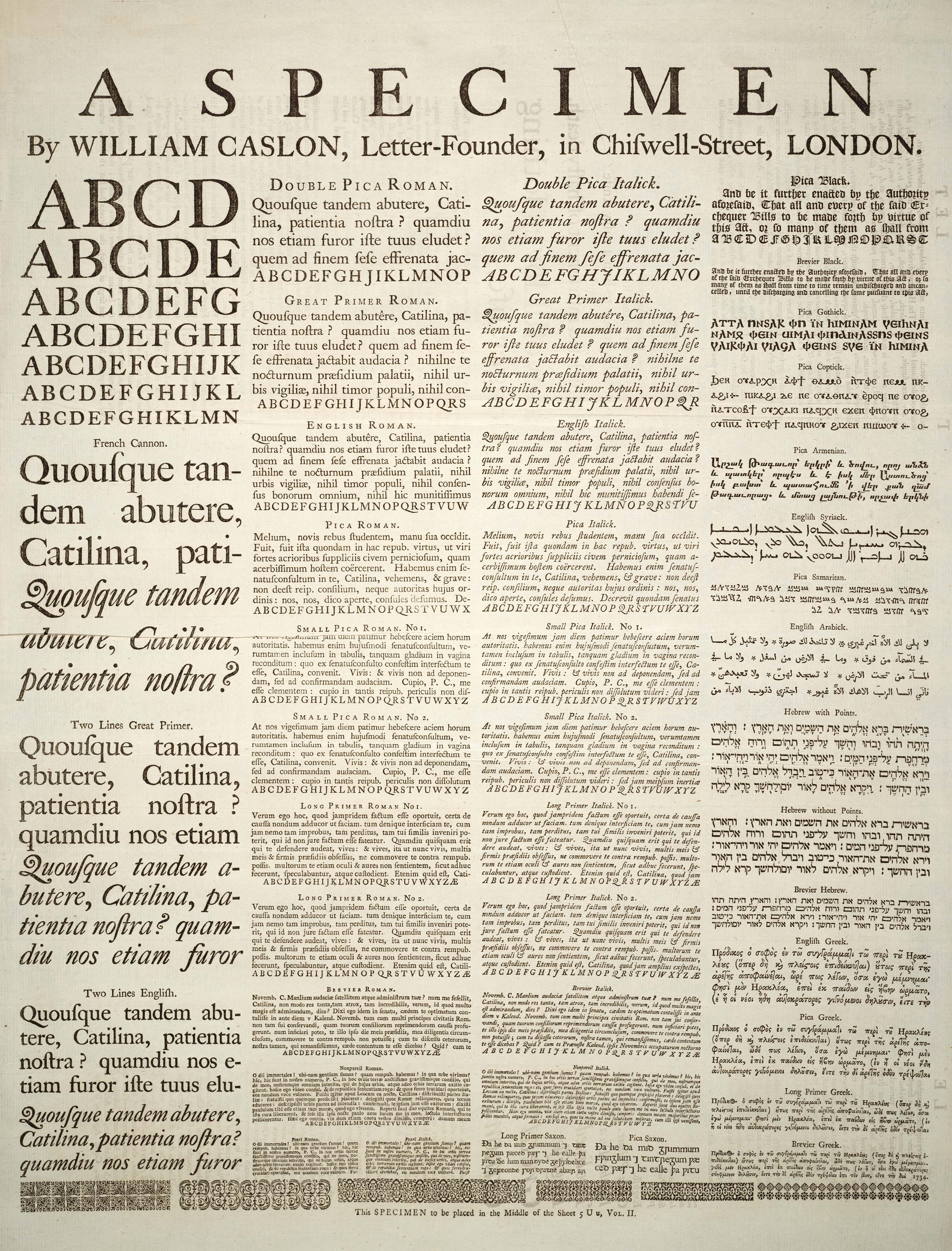
Originales Schriftmusterblatt

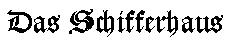
Modernes Schriftmusterbeispiel Caslon Gotisch aus dem Jahr 2006

Die Schriftart Caslon wurde 1722 von William Caslon entworfen. Sie ist als Barock-Antiqua einzuordnen. Sie wird oft als die erste Schriftfamilie mit englischem Ursprung bezeichnet. Bevor die Schrift entstanden ist, mussten englische Setzer Schriften aus anderen Ländern, meist den Niederlanden, kaufen.
Mit der Caslon und der Baskerville erreichte man neue Höhepunkte der Schöpfung klassischer Antiqua. Die Caslon steht stilistisch am Beginn der Übergangs-Antiqua (siehe Barock-Antiqua) und orientiert sich sowohl an niederländischen Meistern, z. B. an den Schriften Christoffel van Dijcks (1607–1669) als auch an der Romain du Roi, der Schrift des französischen Königs Ludwig XIV., die von französischen Gelehrten entwickelt wurde.
Der Engländer William Caslon war Schöpfer der Schrift und der Caslon-Lettern, in denen die amerikanische Unabhängigkeitserklärung gedruckt wurde. Die Caslon wurde ebenfalls im Erstdruck der amerikanischen Verfassung verwendet. Die heute bekannteste Verwendung dürfte der Schriftzug United States of America auf der Air Force One sein.